# I Барбини (Перуђа)
I Барбини је насеље у Италији у округу Перуђа, региону Умбрија.
Према процени из 2011. у насељу је живело 45 становника. Насеље се налази на надморској висини од 213 м.